# グロッシュの法則
グロッシュの法則（グロッシュのほうそく、Grosch's law）は、ハーバート・グロッシュ（w:Herb Grosch）が1965年に提唱したコンピュータの性能に関する法則である。
「コンピュータの性能は価格の2乗に比例する」
という経験則で、例えば50,000円と100,000円のコンピュータの性能比は25：100である為、コンピュータは（予算の許す限り）高い物を買った方が、コストパフォーマンスで得であるという結果になる。個人の買い物としては過剰性能はいらない、という観点もあるが、タイムシェアリングシステム等で複数人が使う場合、あたま数分の予算を束ねて1台のコンピュータを買ったほうが得だ、という算用もできる。
本法則の逆を主張する法則にポラックの法則がある。
牧野淳一郎による分析では、この法則はCray-1より前では成り立つが、後では成り立たない。詳しく説明すると、パイプライン処理してクロック毎に1演算か2演算が達成されたとすると、それより安い計算機では成り立つが、それより高い計算機では成り立たない。なぜなら、それ以上の性能を達成するためには複数個の演算装置で並列計算する必要があり、それらを制御するための回路がそれ以上に複雑になるからである。1999年には、複雑化による性能向上は2乗ではなく逆2乗であるというポラックの法則が誕生している。
高橋茂による分析では、引用「もちろん経験則であり、第3世代まではメーカが価格をこの法則に合うように決めていたとも言える」と、商策だという見方をしている。また1970年代後半から大型機の価格は上がらず小型機の価格が半導体の量産で下がり、n倍の性能の計算機は同じ部品をn倍使ってつくる「価格は性能に比例する」ことになった、と述べている。
提唱された当時には想像の範囲外であろうが、パーソナルコンピュータのように量産効果が大きく働くと、低価格側が、法則が示すよりも高性能になる、という形で法則から外れるようになる。この意味では、2000年頃まではスーパーコンピュータは量産効果において不利であったが、その後の超並列化の結果、富岳に至ってはA64FXを約16万基使用するなど、量産技術によって高性能を達成するように変わってきている。
似たような法則に、オペレーションズ・リサーチにおけるランチェスターの法則（第2法則）がある。たとえば戦争において、兵士の能力や兵器の性能が同等なら、兵士5人対兵士10人の戦力比は本法則同様25：100として考える。